# 丽齿菌属
丽齿菌属（学名：Calodon）是烟白齿菌科下的一个属。

## 下属物种
本属包括以下物种：
- 栗针丽齿菌 Calodon montellicus
- Calodon olidus (Berk.) S.Ito
- 绒盖丽齿菌 Calodon velutinus